# Leonardo Morales
Leonardo Morales (Santa Rosa de Aguán, 8 de outubro de 1975) é um ex-futebolista hondurenho que atuava como defensor.

## Carreira
Leonardo Morales integrou a Seleção Hondurenha de Futebol na Copa América de 2001.

## Títulos
Seleção Hondurenha
- Copa América de 2001: 3º Lugar